# 項毛犁齒䲁
項毛犁齒䲁（學名：Entomacrodus lemuria），又稱項毛間頸鬚䲁，為輻鰭魚綱鳚形目䲁科犁齒䲁屬的一種，分布於西印度洋馬達加斯加、模里西斯與留尼旺島海域，深度0至5公尺，本魚體延長形，稍側扁，似圓柱狀，頭鈍短，頭頂無冠膜，頸部無葉片狀皮瓣，僅有一低皮褶，鼻鬚掌狀分支，眼上有觸鬚，上唇邊緣內側光滑，背鰭與尾柄相連，上唇常有多達15條交替的深色和15條淺色帶，頭部眶後中部感覺孔後方有明顯的、不規則的暗斑，背鰭硬棘13-14枚、背鰭軟條14-17枚、臀鰭硬棘2枚、臀鰭軟條16-17枚，體長可達6.8公分，成魚棲息於沿岸水域的岩石區，當遇到危險時會以一前一後的跳躍方式在潮池間移動，雌魚產附著性卵，雄魚有護卵行為，幼魚為浮游性，生活習性不明。